# Biathlon-Junioreneuropameisterschaften 2025
Die Offenen Biathlon-Junioreneuropameisterschaften 2025 wurden vom 20. bis 26. Januar 2025 erstmals in der Sparkassen-Arena Osterzgebirge in Altenberg ausgetragen. Sie fanden wie in den Vorjahren getrennt von den Europameisterschaften statt.

## Medaillenspiegel
Endstand nach 8 Wettbewerben
| Platz | Land        |   |   |   |   |
| ----- | ----------- | - | - | - | - |
| 01    | Polen       | 3 | - | 1 | 4 |
| 02    | Deutschland | 2 | 1 | 1 | 4 |
| 03    | Frankreich  | 1 | 4 | 2 | 7 |
| 04    | Tschechien  | 1 | - | 1 | 2 |
| 05    | Bulgarien   | 1 | - | - | 1 |
| 06    | Italien     | - | 1 | 2 | 3 |
| 07    | Finnland    | - | 1 | - | 1 |
| 07    | Grönland    | - | 1 | - | 1 |
| 09    | Slowakei    | - | - | 1 | 1 |

## Zeitplan
| Datum            | Männer    | Männer                               | Frauen                               | Frauen                               |
| ---------------- | --------- | ------------------------------------ | ------------------------------------ | ------------------------------------ |
| 22. Januar (Mi.) | 10:30 Uhr | Einzel (15 km)                       | 14:30 Uhr                            | Einzel (12,5 km)                     |
| 24. Januar (Fr.) | 10:45 Uhr | Single-Mixed-Staffel (6 km + 7,5 km) | Single-Mixed-Staffel (6 km + 7,5 km) | Single-Mixed-Staffel (6 km + 7,5 km) |
| 24. Januar (Fr.) | 14:00 Uhr | Mixedstaffel (4 × 6 km)              | Mixedstaffel (4 × 6 km)              | Mixedstaffel (4 × 6 km)              |
| 25. Januar (Sa.) | 10:30 Uhr | Sprint (10 km)                       | 14:15 Uhr                            | Sprint (7,5 km)                      |
| 26. Januar (So.) | 10:45 Uhr | Massenstart 60 (12 km)               | 13:30 Uhr                            | Massenstart 60 (9 km)                |

## Ergebnisse Mixed
| Rang | Name                                                                             |
| ---- | -------------------------------------------------------------------------------- |
| 1    | PolenJakub Potoniec Grzegorz Galica Anna Nędza-Kubiniec Barbara Skrobiszewska    |
| 2    | FrankreichCamille Grataloup-Manissolle Antonin Delsol Lola Bugeaud Louise Roguet |
| 3    | ItalienDavide Compagnoni Felix Ratschiller Fabiana Carpella Sara Scattolo        |
| 4    | UkraineSerhij Suprun Bohdan Borkowskyj Walerija Schejhas Tetjana Tarasjuk        |
| 5    | SlowenienTadej Repnik Aljaž Omejc Manca Caserman Ela Sever                       |
| 6    | TschechienPetr Hák Daniel Malušek Ilona Plecháčová Heda Mikolášová               |
| 7    | ÖsterreichDaniel Glasser Thomas Marchl Lena Pinter Anna Millinger                |
| 8    | FinnlandJoonas Nelimarkka Turkka Nieminen Rebecca Sandnäs Lyydia Rainio          |
| 9    | DeutschlandElias Seidl Fabian Kaskel Alina Nußbicker Alma Siegismund             |
| 10   | SchwedenAlbert Marjeta Martin Höiby Ida Backén Ida Eriksson                      |

| Rang | Name                                           |
| ---- | ---------------------------------------------- |
| 1    | DeutschlandLinus Kesper Charlotte Gallbronner  |
| 2    | FrankreichLéo Carlier Célia Henaff             |
| 3    | TschechienDavid Eliáš Kateřina Pavlů           |
| 4    | SchwedenJacob Larsson Elsa Brandt              |
| 5    | ÖsterreichLukas Haslinger Wilma Anhaus         |
| 6    | UkraineOleksandr Bilanenko Iryna Schewtschenko |
| 7    | LettlandRihards Lozbers Estere Volfa           |
| 8    | SlowakeiJakub Borguľa Sára Pacerová            |
| 9    | PolenKacper Brzóska Majka Germata              |
| 10   | ItalienAdam Ferdick Alice Pacchiodi            |